# Goniastrea palauensis
Goniastrea palauensis is een rifkoralensoort uit de familie van de Merulinidae. De wetenschappelijke naam van de soort is voor het eerst geldig gepubliceerd in 1936 door Yabe, Sugiyama & Eguchi.